# Kontroverse um Journalisten-Akkreditierung beim NSU-Prozess
Zu einer Kontroverse um die Journalisten-Akkreditierung kam es beim  NSU-Prozess 2013. Der Beginn des NSU-Prozesses wurde infolge eines umstrittenen Akkreditierungsverfahrens für Medienvertreter und nach einer dazu ergangenen Entscheidung des Bundesverfassungsgerichts im April 2013 auf den 6. Mai 2013 verschoben.

## Erste Platzvergabe im März 2013
Die 50 verfügbaren festen Sitzplätze für Journalisten wurden vom Oberlandesgericht München im sogenannten Windhundverfahren vergeben. Sowohl türkische als auch deutsche Medien sowie Politiker übten Kritik daran, dass es für türkische und andere internationale Medienvertreter, mit Ausnahme von RTL Niederlande, Nederlands Dagblad und De Telegraaf, während des Prozesses keinen festen Platz im Sitzungssaal geben sollte. Zur Begründung wurde darauf verwiesen, dass acht von zehn Mordopfern türkischer Herkunft waren. Eine Videoübertragung des Prozesses in einen anderen Saal sowie der Umzug in einen größeren Saal wurden vom Gericht jedoch abgelehnt. Zudem wurde das Angebot von deutschen Medien, türkischen Journalisten ihre Plätze zu überlassen, vom Gericht für unzulässig erklärt. Das Gericht gab an, die Journalisten seien strikt nach der zeitlichen Reihenfolge ihrer Anmeldung akkreditiert worden.
Der türkische Vize-Ministerpräsident Bekir Bozdağ äußerte aufgrund der Zugangsregelung zum Prozess Zweifel an der Unparteilichkeit des Gerichts. Die türkische Tageszeitung Sabah stellte einen Eilantrag beim Bundesverfassungsgericht gegen die Sitzplatzvergabe, dem am 12. April 2013 teilweise stattgegeben wurde. Das Gericht habe eine angemessene Zahl von Sitzplätzen an Vertreter von ausländischen Medien mit besonderem Bezug zu den Opfern der angeklagten Straftaten zur Verfügung zu stellen. Dies könne entweder durch die Ergänzung mindestens dreier Sitzplätze oder ein neues Akkreditierungsverfahren realisiert werden. Die deutsche Bundesregierung, vertreten durch Außenminister Guido Westerwelle, begrüßte das Votum des Verfassungsgerichts. Westerwelle hatte die Frage des Zugangs ausländischer Medienvertreter mit dem Ansehen Deutschlands im Ausland verknüpft.

## Entscheidung des Bundesverfassungsgerichts
Durch die Entscheidung des Bundesverfassungsgerichts sah sich das Gericht veranlasst, den Prozessbeginn kurzfristig um drei Wochen, vom 17. April 2013 auf den 6. Mai 2013 zu verschieben, um ein neues Akkreditierungsverfahren durchführen zu können. Anwälte der Nebenkläger sowie Barbara John, die Ombudsfrau der Bundesregierung für die Opfer des NSU und deren Angehörige, und Aiman Mazyek, Vorsitzender des Zentralrats der Muslime in Deutschland, kritisierten die Verschiebung. Thomas Bliwier, Anwalt der Familie des NSU-Opfers Halit Yozgat, beantragte erneut eine Videoübertragung der Hauptverhandlung in einen weiteren Saal, um mehr Journalisten die Möglichkeit zur Berichterstattung zu geben. Seine Forderung wurde von dem ehemaligen Vizepräsidenten des Bundesverfassungsgerichts Ernst Gottfried Mahrenholz und Politikern wie Clemens Binninger unterstützt; der Präsident des Bundesgerichtshofs, Klaus Tolksdorf, äußerte jedoch rechtliche Bedenken. Bliwier und seine Partner wandten sich in dieser Sache an das Bundesverfassungsgericht und beantragten eine einstweilige Anordnung. Das Bundesverfassungsgericht nahm die Beschwerde jedoch nicht zur Entscheidung an. Die Beschwerdeführer seien nicht in ihren eigenen Grundrechten verletzt, eine Argumentation mit dem Interesse der Öffentlichkeit sei nicht zulässig.

## Erneutes Akkreditierungsverfahren
Das am 19. April 2013 begonnene neue Akkreditierungsverfahren verteilte die 50 Plätze für Medienvertreter per Los. Es wurden jedoch Kontingente gebildet, so dass für Nachrichtenagenturen fünf, für auf Türkisch publizierende Medien vier Plätze, für auf Persisch beziehungsweise Griechisch publizierende Medien je ein Platz reserviert sind. Die Auslosung der Plätze erfolgte am 29. April 2013.
Die Plätze wurden wie folgt ausgelost:
- Gruppe 1: In- und ausländische Nachrichtenagenturen (5 Plätze)
Radio Dienst, Rufa Rundfunk-Agenturdienst, IHA (İhlas Haber Ajansı, Türkei), Deutsche Presse-Agentur, dpa English Services GmbH

- Gruppe 2: Fremdsprachige Medien und deutschsprachige Medien mit Sitz im Ausland (10 Plätze)
Elliniki Radiofonia Tileorasi (griechischer Rundfunksender – Hörfunk/Fernsehen), Al Jazeera (Büro Istanbul), Sabah, Hürriyet, Evrensel (Tageszeitung), Radio Lora München (polnischsprachige Redaktion), Svenska Dagbladet, France 2 Berlin, NOS – Niederländischer Rundfunk, Neue Zürcher Zeitung

- Gruppe 3: Auf Deutsch publizierende Medien mit Sitz im Inland (35 Plätze)
ARD, Westdeutscher Rundfunk Köln, Ebru TV Europe (zuletzt QLAR), kabel eins, Deutschlandfunk, Bayerischer Rundfunk, Südwestrundfunk, TOP FM, Charivari, Radio Lotte Weimar, Bild, Allgäuer Zeitung, Passauer Neue Presse, Pforzheimer Zeitung, Sächsische Zeitung, Oberhessische Presse Marburg, Stuttgarter Zeitung, Lübecker Nachrichten, Focus, Stuttgarter Nachrichten – Sonntag Aktuell, Süddeutsche Zeitung Magazin, Der Spiegel, Tom Sundermann (freier Journalist), Freie Presse, Straubinger Tagblatt/Landshuter Zeitung, Thüringer Tageszeitung „Freies Wort“, Thüringer Landeszeitung, Viola Volland (freie Journalistin), RTL II, Offenbach-Post, Zweites Deutsches Fernsehen (ZDF), Hallo-muenchen.de, Hendrik Puls (freier Journalist), junge Welt, Brigitte

Von den überregionalen deutschsprachigen Medien sind somit u. a. nicht vertreten: Frankfurter Allgemeine Zeitung, Stern, die tageszeitung, Die Welt und Die Zeit. Allerdings gab die Oberhessische Presse ihren Platz an die FAZ ab und die taz soll regelmäßig die Platzkarte vom Radiosender LORA München und der türkischen Zeitung Evrensel erhalten. Der Stern bildet einen Pool mit der im gleichen Verlag erscheinenden Brigitte.
Bei der Verlosung unterliefen dem Gericht zwei Fehler: Ein freier Mitarbeiter des WDR hatte seinen Platz-Antrag vor der Verlosung zurückgezogen, erhielt aber trotzdem einen Sitz. Dieser wurde in der Gruppe der deutschsprachigen Medien mit Sitz im Inland neu verlost und ging an die unabhängige Medieninitiative „das ZOB“, für die sich namentlich der freie Journalist Oliver Renn beworben hatte. Außerdem war der MDR-Hörfunk in die Lostrommel mit den öffentlich-rechtlichen Fernsehsendern geraten.
Erst am 14. Juli 2013 wurde bekannt, dass dem Gericht ein weiterer schwerwiegender Fehler unterlaufen war. Die Anmeldungen von mehreren Journalisten landeten im Spam-Ordner, so dass sie nicht an der Verlosung teilnahmen. Dieser Fehler wurde durch Zufall am ersten Verhandlungstag entdeckt, jedoch vom Gericht nicht bekanntgegeben, so dass die betroffenen Journalisten nicht Einspruch oder Klage erheben konnten. Richter Manfred Götzl sieht trotz dieser Panne den Grundsatz der Öffentlichkeit nicht verletzt, so dass die Verlosung nicht wiederholt werden müsse.

## Kritik an der Verschiebung des Prozesses aufgrund des erneuten Akkreditierungsverfahrens
Aufgrund der durch das erneute Akkreditierungsverfahren notwendigen Verschiebung des Prozesses forderten die Türkische Gemeinde in Deutschland und die Ombudsfrau der Bundesregierung, Barbara John (CDU), eine Entschädigung der Angehörigen der Opfer. Für die Hinterbliebenen bedeute die Verschiebung „eine seelische und eine organisatorische Zumutung“, so John. Inzwischen sicherte Bayerns Justizministerin Beate Merk den Angehörigen einen finanziellen Ausgleich für die Folgen der Entscheidung zu. Aufgrund welcher Rechtsgrundlage solche Zahlungen geleistet werden sollen, ist bislang ungeklärt.

## Klagen deutscher Medien
Am 30. April 2013 gaben die Frankfurter Allgemeine Zeitung, Der Tagesspiegel sowie die tageszeitung bekannt, die Entscheidung mit Blick auf deren Vereinbarkeit mit dem Grundrecht der Pressefreiheit (Art. 5 GG) rechtlich prüfen zu wollen. Diese Zeitungen waren wie eine Reihe weiterer überregionaler Medien leer ausgegangen. Die taz erklärte dann aber am 3. Mai, sie wolle sich stattdessen gemeinsam mit zwei gelosten Medien deren Plätze teilen.

## Spätere Wahrnehmung der Debatte
2015 urteilte Gisela Friedrichsen, dass die Debatte um die Presseplätze unverhältnismäßig gewesen sei.